# Depositar
Depositar er i diplomatiet og folkeretten en stat eller mellemstatslig organisation som opbevarer originaldokumentet til en folkeretslig aftale, samt modtager, opbevarer og informerer om ratifikation.
Aftalen kan også pålægge depositaren andre opgaver. Det er særlig ved multilaterale aftaler at det er aktuelt at udpege en depositar. Depositarinstituttet reguleres af del VII i Wienkonventionen om traktatretten fra 1961.

## Referanser
1. ↑  Iver B. Neumann og Halvard Leira: Aktiv og avventende. Utenrikstjenestens liv 1905–2005, Oslo: Pax Forlag, 2005, s. 543.
2. ↑  G. R. Berridge og Alan James: A dictionary of diplomacy, 2. utgave, Basingstoke: Palgrave Macmillan, 2003, s. 68.
3. ↑  Vienna Convention on Diplomatic Relations Arkiveret 12. januar 2013 hos  Wayback Machine, FNs traktatarkiv.